# Chemische Gasphaseninfiltration
Der Begriff chemische Gasphaseninfiltration (englisch chemical vapor infiltration, CVI) bezeichnet ein Verfahren, bei dem in Anlehnung an die CVD-Verfahren (CVD = chemical vapor deposition, dt.: chemische Gasphasenabscheidung) ein Bauteil nicht nur oberflächlich beschichtet wird, sondern ein poröses Bauteil, zum Beispiel eine fixierte Faserstruktur oder ein poröser Kohlenstoff, auch auf den inneren Oberflächen beschichtet beziehungsweise infiltriert wird. Eine der ersten Verwendungen der CVI war die Infiltration von Aluminiumoxidfasern mit Chromcarbid.